# Aleksej Sergeevič Dreev
Aleksej Sergeevič Dreev (in russo Алексей Сергеевич Дреев?; Stavropol', 30 gennaio 1969) è uno scacchista russo, fino al 1992 sovietico, Grande maestro.
Dreev ha partecipato con la Russia a cinque olimpiadi degli scacchi dal 1992 al 2004, ottenendo tre medaglie d'oro e una d'argento di squadra.
In apertura Dreev gioca quasi sempre 1.d4 col bianco. Col nero in risposta a 1.e4 adotta di preferenza la difesa francese o la difesa Caro-Kann e su 1.d4 la difesa slava o semislava. Nel 2007 ha scritto un libro con le sue migliori partite: My one hundred best games.
Ha raggiunto il massimo punteggio nel luglio 2011 con 2711 punti, 7º russo e 31º al mondo.

## Principali risultati
- 1983: vince il campionato del mondo Under-16 a Bucaramanga con 11/13
- 1984: si conferma campione del mondo Under-16 a Champigny-sur-Marne; vince il campionato URSS Under-20 a Kiljava
- 1988: =1º con Gelfand nel campionato europeo dei giovani a Arnhem
- 1990: 1º-3º con Širov, Yudasin e Lputjan nel torneo zonale di Leopoli
- 1991: si qualifica per il torneo dei candidati del campionato del mondo, ma perde ai quarti di finale a Madras contro Viswanathan Anand (+1 –4 =5)
- 1992: vince a Debrecen il campionato europeo a squadre
- 1993: 1º nell'open di San Pietroburgo
- 1994: 1º-2º a Brno
- 1995: 1º a Wijk aan Zee, 1º a Biel
- 1996: 1º-3º al torneo di Capodanno di Reggio Emilia 1995/96
- 1997: vince con la Russia il campionato al mondo a squadre di Lucerna
- 1999: =1º nell'open di Linares; =1º con Konstantin Landa nell'open di Úbeda; =1º a Shenyang
- 2000: 1º-3º a Essen; 1º-4º a Pechino
- 2001: 1º-2º a Dos Hermanas
- 2003: 1º-3º nella North Sea Cup di Esbjerg; 1º-2º a Dos Hermanas; 1º nel campionato di Mosca blitz
- 2004: 1º nel Reykjavík Open; 1º nel torneo di San Pietroburgo per la qualificazione al campionato russo; 3º nel campionato russo (vinto da Garri Kasparov davanti a Aleksandr Griščuk)
- 2005: vince con la Russia il campionato del mondo a squadre di Beer Sheva
- 2007: 1º nell'open di Nuova Delhi
- 2018: 1º nell'open di Spilimbergo con 7,5 punti su 9.[3]
- 2019: 1º nel Festival di Trieste con 7 punti su 9.[4]